# Astana (wielerploeg)/2011
Deze pagina geeft een overzicht van de Astana ProTeam wielerploeg in 2011.

## Algemeen
Algemeen manager; Valentin Rekhert
Ploegleiders; Guido Bontempi, Lorenzo Lapage, Giuseppe Martinelli, Alexandre Nadobenko, Dimitri Sedoune, Aleksandr Sjefer
Fietsen en kleding; Specialized

## Renners
| Naam                             | Geboortedatum | Nationaliteit | Ploeg 2010                          |
| -------------------------------- | ------------- | ------------- | ----------------------------------- |
| Asan Bazajev                     | 22-02-1981    | Kazachstan    |                                     |
| Simon Clarke                     | 18-07-1986    | Australië     | ISD-Neri                            |
| Allan Davis                      | 27-07-1980    | Australië     |                                     |
| Rémy Di Grégorio                 | 31-07-1985    | Frankrijk     | Française des Jeux                  |
| Aleksandr Djatsjenko             | 17-10-1983    | Kazachstan    |                                     |
| Dmitri Fofonov                   | 15-08-1976    | Kazachstan    |                                     |
| Enrico Gasparotto                | 23-03-1982    | Italië        |                                     |
| Maksim Goerov                    | 30-01-1979    | Kazachstan    |                                     |
| Andrij Grivko                    | 07-08-1983    | Oekraïne      |                                     |
| Maksim Iglinski                  | 18-04-1981    | Kazachstan    |                                     |
| Valentin Iglinski                | 12-05-1984    | Kazachstan    |                                     |
| Josep Jufré                      | 03-02-1975    | Spanje        |                                     |
| Tanel Kangert                    | 11-03-1987    | Estland       | Neoprof                             |
| Andrej Kasjetsjkin (vanaf 01-08) | 21-03-1980    | Kazachstan    |                                     |
| Fredrik Kessiakoff               | 17-05-1980    | Zweden        | Garmin-Transitions                  |
| Roman Kirejev                    | 14-02-1987    | Kazachstan    |                                     |
| Robert Kišerlovski               | 09-08-1986    | Kroatië       | Liquigas-Doimo                      |
| Roman Kreuziger                  | 06-05-1986    | Tsjechië      | Liquigas-Doimo                      |
| Mirco Lorenzetto                 | 19-07-1981    | Italië        | Lampre-Farnese Vini                 |
| Francesco Masciarelli            | 05-05-1986    | Italië        | Acqua & Sapone-D'Angelo & Antenucci |
| Jevgeni Nepomnjasjtsji           | 12-03-1987    | Kazachstan    |                                     |
| Jevgeni Petrov                   | 25-05-1978    | Rusland       | Team Katjoesja                      |
| Sergej Renev                     | 03-02-1985    | Kazachstan    |                                     |
| Gorazd Štangelj                  | 26-01-1973    | Slovenië      |                                     |
| Paolo Tiralongo                  | 08-07-1977    | Italië        |                                     |
| Tomas Vaitkus                    | 04-02-1982    | Litouwen      | Team RadioShack                     |
| Aleksandr Vinokoerov             | 16-09-1973    | Kazachstan    |                                     |
| Andrej Zejts                     | 14-12-1986    | Kazachstan    |                                     |

## Overwinningen
| Parijs-Nice 7e etappe: Rémy Di Grégorio Ronde van het Baskenland 3e etappe: Aleksandr Vinokoerov Ronde van Trentino 4e etappe: Roman Kreuziger Ronde van Turkije 2e etappe: Valentin Iglinski | Ronde van Romandië 3e etappe: Aleksandr Vinokoerov Ronde van Italië 19e etappe: Paolo Tiralongo Jongerenklassement: Roman Kreuziger Nationale kampioenschappen Kazachstan - wegtijdrit: Dmitri Groezdev Kazachstan - wegwedstrijd: Andrej Mizoerov | Ronde van Oostenrijk 2e etappe: Fredrik Kessiakoff Eindklassement: Fredrik Kessiakoff |

2005 · 2006 · 2007 · 2008 · 2009 · 2010 · 2011 · 2012 · 2013 · 2014 · 2015 · 2016 · 2017 · 2018 · 2019 · 2020 · 2021 · 2022 · 2023 · 2024 · 2025
AG2R-La Mondiale · Astana · BMC Racing Team · Euskaltel-Euskadi · Team Garmin-Cervélo · Team HTC-High Road · Katjoesja · Lampre-ISD · Team Leopard-Trek · Liquigas-Cannondale · Team Movistar · Omega Pharma-Lotto · Quick Step · Rabobank · Team RadioShack · Saxo Bank-Sungard · Sky ProCycling · Vacansoleil-DCM